# Karlingia spinosa
Karlingia spinosa är en svampart som beskrevs av Karling 1947. Karlingia spinosa ingår i släktet Karlingia och familjen Spizellomycetaceae.   Inga underarter finns listade i Catalogue of Life.